# Дифосфид тетравольфрама
Дифосфид тетравольфрама — бинарное неорганическое соединение
вольфрама и фосфора с формулой W4P2,
тёмно-серые кристаллы.

## Получение
- Реакция фосфора и порошкообразного вольфрама:

{\displaystyle {\mathsf {4W+2P\ {\xrightarrow {T}}\ W_{4}P_{2}}}}

## Физические свойства
Дифосфид тетравольфрама образует тёмно-серые кристаллы
гексагональной сингонии,
параметры ячейки a = 0,618 нм, c = 0,678 нм.